# La Haye vue du Nord
 (février 2025).
Si vous disposez d'ouvrages ou d'articles de référence ou si vous connaissez des sites web de qualité traitant du thème abordé ici, merci de compléter l'article en donnant les références utiles à sa vérifiabilité et en les liant à la section « Notes et références ».
Ce tableau d’Anthonie Jansz. van der Croos intitulé La Haye vue du Nord et surnommé Les Dénicheurs d’oiseaux a été peint en 1655 à l'huile sur bois de chêne. Le panneau mesure 48 sur 62 centimètres et est signé et daté en bas à droite « AV. CROOS. F. /1655 » après une sorte de distique à propos des dénicheurs d’oiseaux « of ye mant. 't vogelnesie weet. / 't wert vaak gestoort al ist / hem Leet. » dont une étiquette postérieure donne la traduction : « Quand quelq[...] de / l'oiseau bientôt il le démène cela lui cause du chagrin ».
L'œuvre est conservée au musée des Augustins à Toulouse et fait partie de sa collection de peintures hollandaises.

## Historique de l'œuvre
L’œuvre fait partie de la collection du musée depuis 1892, date du legs de la collection de Pierre Maury.

## Description
Ce paysage de la campagne haguenoise laisse voir au premier plan à droite un arbre aux branches tortueuses dans lesquelles un homme grimpe, sous les regards de quatre compagnons restés au sol. Ces derniers esquissent des gestes et semblent s’adresser au dénicheur en action qui, dans un équilibre incertain et perché sur les plus hautes branches, plonge sa main dans un creux de l’arbre, abritant sûrement un nid d’oiseaux. Au second plan, apparaît la campagne avec ses champs et une figure humaine marchant sur un chemin. Enfin, à l'arrière-plan, la ville se détache dans des teintes sombres brunes sur un fond nuageux orangé et rosé. La partie supérieure de l’œuvre est occupée par un ciel bleu où le seul élément se plaçant devant est l’homme perché dans l’arbre.

## Analyse
Le style de l’artiste est admirable par la légèreté de la touche permettant de cerner le dessin, « à la manière de van Goyen » selon le musée. Le rendu des couleurs est subtil, jouant surtout sur des teintes chaudes (ocres, brunes, orangées, rosées) contrastant avec le bleu du ciel. La lumière semble être celle d’un début ou d’une fin de journée.
L’œuvre est de taille modeste, mais est bien la principale d’une série de tableautins de l’artiste représentant La Haye et sa campagne. Les tableaux sont conçus pour être accrochés ensemble, donnant ainsi une vision complète de la ville. Cette idée de série est particulière à l’artiste et à son fils Jacob van der Cross (vers 1630 - après 1683). Les Provinces-Unies étaient réputées pour leur attachement à la cartographie et à la topographie de leur pays. Cet esprit se retrouve dans cette série de peinture, recensant une variété de paysages d’un lieu précis, et dont le musée des Augustins en possède cinq autres (Panorama avec l’église de Loodsduinen, Château de Westerbeek, Le Mallemolen, Paysage avec l’église de Wassenaar, Ruines de l’église d’Eikenduinen).
Pour autant, l’artiste se permet quelques libertés dans la représentation des grands bâtiments de la ville qui se distinguent sur la ligne d’horizon. Ils sont reconnaissables sans pour autant être exacts.
L’artiste mêle ici le genre du paysage à la scène de genre avec les dénicheurs d’oiseaux au premier plan. Au-delà du goût pittoresque d’une telle saynète, l’œuvre, comme beaucoup de peintures de genre hollandaises, propose un message moral. Ici ce distique est explicitée par l’inscription « Quand quelq[...] de / l'oiseau bientôt il le démène cela lui cause du chagrin », autrement dit, quelqu’un connaissant le nid de l’oiseau le dérangera à répétitions malgré sa peine. Le message est donc que l’on commettra toujours une action qui est à notre portée, même si nous avons conscience qu’elle est mauvaise.

### Ouvrages
- Musée des Augustins, Le Nord en lumières : La peinture hollandaise et flamande au musée des Augustins (dossier de presse d'exposition au Musée des Augustins), Toulouse, Musée des Augustins, 2005, 21 p.

- David Fiozzi, Les tableaux hollandais des XVIIe et XVIIIe siècles du musée des Augustins : catalogue raisonné (catatalogue à l'occasion de l'exposition « Le Nord en lumières : La peinture flamande et hollandaise au musée des Augustins »), Toulouse, Musée des Augustins, 2004, 158 p. (ISBN 2-901820-35-2, lire en ligne)
- David Fiozzi, Catalogue critique et raisonné des tableaux hollandais des XVIIe et XVIIIe siècles conservés au musée des Augustins, Paris, Mémoire de Maîtrise de l'Université de Paris IV sous la direction d'Alain Mérot, 1999.